# Dimission
Dimission er en ceremoni eller et arrangement på en skole eller læreanstalt, hvor eleverne dimitteres efter aflagt afsluttende eksamen. Dimission kommer af latin dimittere, sende væk (fra lærestedet). Udtrykket skal forstås på den måde, at skolen tager afsked med elever, efter at de har aflagt afsluttende eksamen ved uddannelsesinstitutionen, eventuelt for at sende dem videre til en anden uddannelsesinstitution. Begivenheden bliver som regel fejret med en ceremoni eller arrangementer af forskellig art.
Dimission forveksles ofte med ordet translokation.